# マウンテンビュー
マウンテンビュー（Mountain View）は、アメリカ合衆国カリフォルニア州のサンタクララ郡にある都市。人口は8万2376人（2020年）。サンフランシスコ・ベイエリア南部に位置するチャーター市である。Google本社を筆頭に多くのハイテク企業の事業所が立地している。

## 歴史
1956年、ウィリアム・ショックレーがショックレー半導体研究所を設立した。この研究所はシリコンバレーが形成されるきっかけとなったと言われている。

## 地理
マウンテンビューはサンタクルーズ山脈の山嶺に位置しており、地名の由来にもなっている。座標は北緯37度25分19秒 西経122度5分4秒 / 北緯37.42194度 西経122.08444度 (37.42223, −122.08429)である。
マウンテンビューは北西部でパロアルトと、南西部でロスアルトスと、南東部でサニーベールと、そして北東部でサンフランシスコ湾と隣接している。
アメリカ合衆国統計局によると、マウンテンビューは総面積31.7平方キロメートル (12.2 sq mi)である。このうち31.2平方キロメートル (12.0 sq mi)が陸地で、1.39%の0.4平方キロメートル (0.15 sq mi)が水域である。

## 人口動勢
2000年の国勢調査で、マウンテンビューは人口70,708人、31,242世帯、及び15,902家族が暮らしている。人口密度は2,263.7/km2 (5,861.4/mi2) である。1,038.3/km2 (2,688.5/mi2) の平均的な密度に32,432軒の住宅が建っている。この都市の人種的な構成は白人63.77%、アフリカン・アメリカン2.53%、先住民0.39%、アジア20.67%、太平洋諸島系0.26%、その他の人種8.32%、及び混血4.07%である。ヒスパニックまたはラテン系は人口の18.26%である。
この都市内の住民は18.0%が18歳未満の未成年、18歳以上24歳以下が8.3%、25歳以上44歳以下が43.4%、45歳以上64歳以下が19.8%、及び65歳以上が10.5%にわたっている。中央値年齢は35歳である。女性100人ごとに対して男性は106.8人である。18歳以上の女性100人ごとに対して男性は106.9人である。
この都市の世帯ごとの平均的な収入は69,362米ドルであり、家族ごとの平均的な収入は80,379米ドルである。男性は64,585米ドルに対して女性は44,358米ドルの平均的な収入がある。この都市の一人当たりの収入 (per capita income) は39,693米ドルである。18歳未満の7.2%及び65歳以上の5.9%を含む、家族の約3.6%及び人口の6.8%は貧困線以下である。

## 交通
マウンテンビューは国道101号線と交差する、幹線道路85号線の北部端に位置している。また、歴史的な道エル・カミノ・リアル（王の道／El Camino Real）（CA-82号線）が通っている。
公共交通機関は、サンフランシスコからギルロイまでを結ぶ鉄道システム・カルトレインが利用可能である。また、複数のバス路線及びマウンテンビュー（Mountain View） - ウィンチェスター（Winchester）間を走るライトレール路線を含め、サンタクララバレー交通局がサービスを受け持っている。これらの主要な乗り換え駅であるマウンテンビュー駅からエル・カミノ・リアルまでのカストロストリートは徒歩での移動も便利である。
マウンテンビューの北部にはモフェット・フェデラル飛行場が位置しているが、航空医療、行政、軍利用に制限されている。最も近い主要空港はサンノゼ国際空港 (SJC) 及びサンフランシスコ国際空港 (SFO) である。最も近い一般航空 (ゼネラル・アビエーション) 空港は、サンタクララ郡にあるパロ・アルト空港（Palo Alto Airport of Santa Clara County）である。
関連項目：List of airports in the San Francisco Bay area

## 施設
- Googleplex（Google本社）
- ショアライン・アンフィシアター
- LinkedIn（リンクトイン）- 世界最大級のビジネス特化型ソーシャル・ネットワーキング・サービス

## 姉妹都市
- 日本 磐田市
- ベルギー ハッセルト